# ソリアネッロ
ソリアネッロ（イタリア語: Sorianello）は、イタリア共和国カラブリア州ヴィボ・ヴァレンツィア県にある、人口約1,200人の基礎自治体（コムーネ）。

## 地理

### 位置・広がり

#### 隣接コムーネ
隣接するコムーネは以下の通り。
- ジェロカルネ
- ピッツォーニ
- シンバーリオ
- ソリアーノ・カーラブロ
- スパードラ